# イワキアブラガヤ
イワキアブラガヤ Scirpus hattorianus Maikino, 1933. はカヤツリグサ科の植物の1つ。日本の福島県で発見され、後に北アメリカで見つかった。ただし日本ではその後の記録がなく、現在では一時的な帰化によるものと考えられている。

## 特徴
大柄な草本。花茎は多少肥厚しており、高さが1mを越える。表面は滑らかで、葉がある。花茎から出る葉は長さ20-30cm、幅8-10mmで、線形で扁平、基部には長さ4-5cmの鞘がある。
花序は花茎の先端に生じ、長さ5-10cm。苞が2-3個あり、細くて葉状で、花序より長い。枝は表面が滑らかで、時に短い小枝を出す。小穂には柄がなく、8-40個が集まって頭状につき、広卵形で先端はやや鈍く尖り、長さは2-2.5mで灰黒色を帯びる。鱗片は長さ1mm、先端はごく鈍く尖る。痩果は長さが鱗片よりわずかに短く、淡い色で楕円形、断面は偏3稜形となっている。花被に由来する刺針は4-5個で、非常に細く、直立しており、上部にはわずかな小刺針がある。刺針の長さは痩果とほぼ同じかやや短い。葯は長さ0.7mm。

## 分布
日本では福島県で発見され、その後に滋賀県など数カ所から報告された。しかしその一部は誤同定とされ、また最初の発見地を含めてその後の記録がない。後に北アメリカから発見され、東部地域に広く分布していることが明らかになった。後述のように日本の記録は一時的な帰化によるものと考えられる。

## 類似種
本種は当初日本で発見されたが、後に北アメリカで東部にこれと区別できないものが広く分布していることが判明し、1967年にそれに対しても本種の学名が当てられた。
本種は北アメリカ産のセフリアブラガヤ S. geogrianus によく似ており、同一種と考えられたこともあるが、現在では別種との判断が普通である。本種との違いとしては、この種では刺針がないか、あっても1-3しかなく、また痩果に比べてかなり短い。
セブリアブラガヤは1980年に福岡の背振ダム周辺で最初に見つかったことでこの名があり、のちに栃木、神奈川などで発見されている。

## 経緯
本種は1925年に服部保義が採集し、その標本に基づいて牧野富太郎が1933年に記載した。この時点では発見地についてはIWAKIとのみ記されていた。後に実際の発見地は、磐城国（福島県の太平洋側である浜通り地方）ではなく、岩代国（同県の日本海側である会津地方）の耶麻郡磐梯町大寺および会津若松市湊町赤井戸ノ口原であることが示された。しかしこの地ではその後に見られなくなり、少なくとも1955年以降には確認されていない。大井(1983)も「日本産かどうかに疑いがある」と記してある。彼はさらに馬の飼料に混じって持ち込まれ、一時的に帰化したものとの判断を示しているという。黒沢他(2015)はそれらを精査し、本種の標本はいずれも当初の発見地付近のものか、それに由来する栽培品であったことを示した。牧野も自宅で栽培したものを元に多数の標本を作製していたという。これらとは別個のものと思われる滋賀県の標本は小穂が未熟なために種の判断が出来なかったという。このような結果からは本種が帰化かどうかはともかく、日本に存在したことは確かであるが、その分布域がきわめて狭い上に、時代的にもごく短期間に集中しているらしいとの判断を示した。
このようなことから本種は北アメリカと日本に隔離分布しており、日本では福島県の固有のものであるが絶滅した、との判断と、北アメリカ原産のものであり、日本での記録は一時的な帰化によるもの、との判断が両立していた。この問題を明らかにするためには本種の分子系統的研究が必要だが、植物の乾燥標本では組織中のDNAの分断化や劣化が起きやすく、通常の分析に用いられるような試料が得られにくい。兼子他(2013)は劣化したDNAからも得られるような短い配列について検討を行い、以下のような結果を得た。
- 日本の本種の標本と北アメリカ産の本種とされるものとは塩基配列が一致すること。
- 本種を除く東アジア産の本属の種群と北アメリカ産のものとが異なる系統を構成するらしいこと。

この結果は日本産の本種は形態的にも遺伝的にも北アメリカ産のものと同一と見なすことが出来る、すなわち両者の隔離が起きてさほど時間が経過していないことを示し、また日本の本種は東アジアの他の種とは系統が異なること、つまり北アメリカの種群から産まれてきたものである可能性が高いことを示す。つまり古い時代に、例えばベーリング陸橋を経由してやってきた可能性を全く否定は出来ないものの、むしろより近い時代に北アメリカから持ち込まれた帰化種であると判断するのが妥当である、としている。